# Fire We Make
Fire We Make è un brano musicale della cantante statunitense Alicia Keys, interpretato in collaborazione con il cantante statunitense Maxwell. La canzone è stata pubblicata nel 2013 come quarto singolo estratto dal quinto album Girl on Fire.
La canzone è stata scritta da Alicia Keys, Andrew Wansel, Warren Felder e Gary Clark Jr.

## Tracce
- Download digitale

1. Fire We Make – 3:56

## Video
Il videoclip del brano è stato diretto da Chris Robinson e girato a New Orleans.